# Ranoji Scindia
Ranoji Shindia (o Scindia; ... – Shujalpur, 19 luglio 1745) è stato un funzionario indiano, sardar reale al servizio del  Chhatrapati Shahu Bhosale I dal 1720 al 1745 sotto Baji Rao Peshwa.
Fu il fondatore della casa reale di Gwalior, guidato dalla dinastia Scindia dell'Impero maratha.
Ranoji era Patil di Kanherkheda (Kannerkhera), una località minuscola del Distretto di Satara (Maharashtra), a est di Satara.
Cominciò la sua carriera come Sardar sotto Peshwa Baji Rao I prima di autonominarsi Maharaja in Malwa, quando i Maratha adottarono questo titolo mughal. Nei suoi domini attorno a Gwalior, non dipendeva dal potere dell'Impero Maratha.
Durante l'invasione e la conquista del Malwa nel 1723, Ranoji servì come uno dei tre più esperti comandanti sotto il Peshwa Baji Rao. 

Il Sardar Yeshoji Aravandekar era il suo Sarsenapati (Comandante in capo).

Acquisì territori notevoli e possedimenti per il Malwa nel 1731, e divenne Subedar di tale provincia nel 1736.
Elesse come sua capitale Ujjain nel 1731, che rimase la capitale degli Scindia fino al 1810.
Ranoji morì a Shujalpur (Malwa) il 19 luglio 1745. Lasciò tre figli legittimi, Jayappaji Rao Scindia, Dattaji Rao Scindia e Jyotiba Rao Scindia, e due figli illegittimi, Tukoji Rao Scindia e Mahadaji Shindia. I figli svolsero un ruolo di rilievo nella successiva storia della Confederazione maratha.